# Mason (Tennessee)
Pour les articles homonymes, voir Mason.
Mason est une municipalité américaine située dans le comté de Tipton au Tennessee. Selon le recensement de 2010, Mason compte 1 609 habitants et s'étend sur 2,09 milles carrés (5,41 km2).

## Histoire
La localité est fondée en 1855 lors de l'arrivée du Memphis and Ohio Railroad. Elle doit son nom à James Mason, qui offrit une partie de ses terres pour construire une gare : Mason's Depot ou Mason Station. Mason devient une municipalité en 1869,.
L'église de la Trinité (Trinity Church), construite en 1870 dans un style néo-gothique par l'architecte James B. Cook, est inscrite au Registre national des lieux historiques depuis 1984. La précédente église épiscopalienne de la Trinité, datant de 1847, est à son tour inscrite au NRHP en 1997.

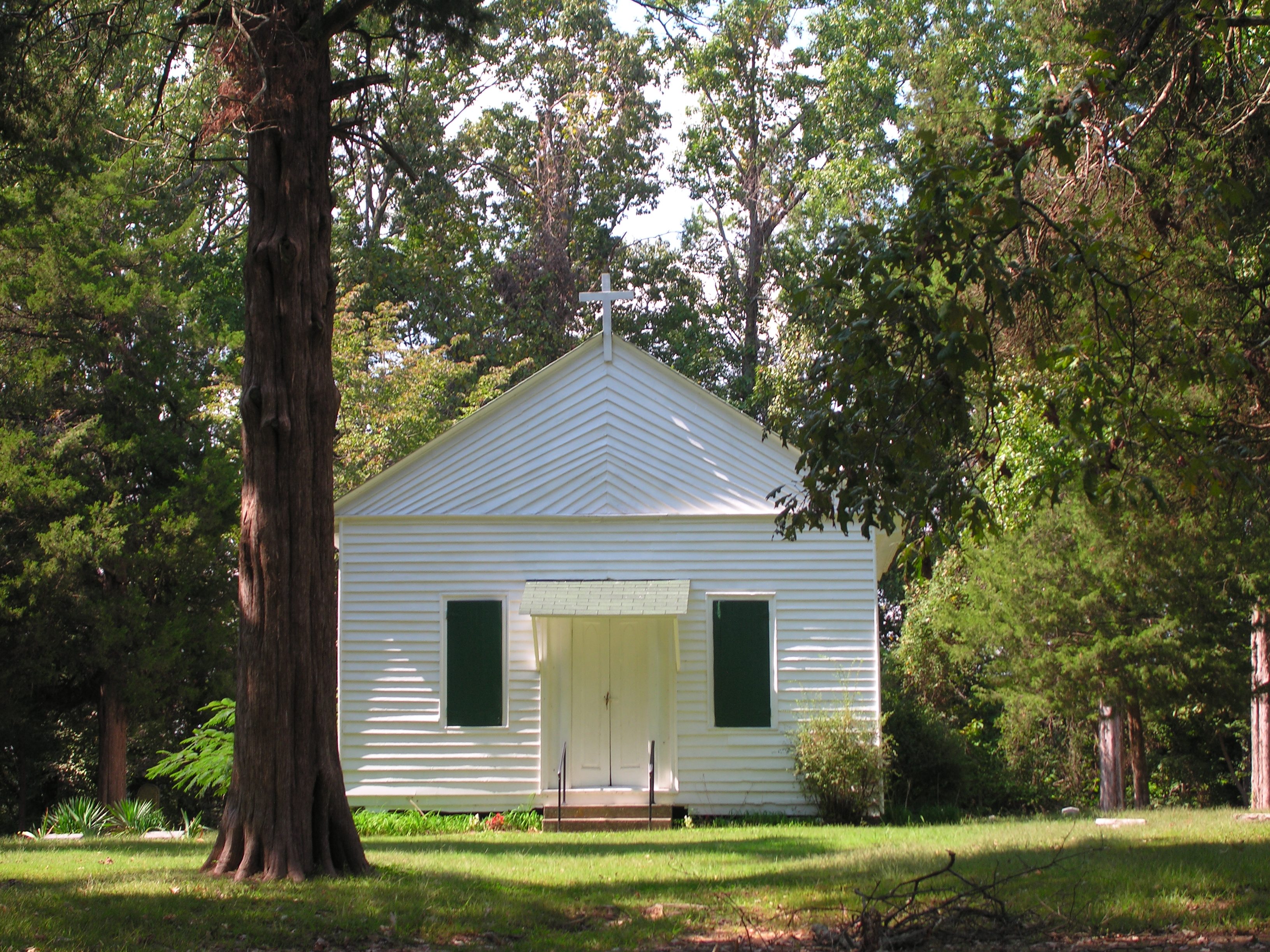
L'ancienne église de la Trinité